# Prix nigérian pour la science
Pour les articles homonymes, voir NPS.
Le Prix nigérian pour la science (Nigeria Prize for Science) est un prix scientifique nigérian décerné chaque année depuis 2004 pour l'excellence des avancées scientifiques. Il s'agit de la plus haute distinction scientifique du pays. Le prix est parrainé par Nigeria LNG Limited. Le prix se décrit comme « attirant l'attention du public sur les scientifiques nigérians et célébrant l'excellence des avancées scientifiques ».

## Histoire
Le prix est initialement doté de 20 000 $ chacun en littérature et en science. Ce montant est augmenté à 30 000 $ en 2006, puis à nouveau à 50 000 $ en 2008. En 2011, le prix est augmenté à 100 000 $.

## Lauréats
Les lauréats du prix sont : 
En 2023 : Hippolite Amadi, pour son développement de technologies respiratoires peu coûteuses pour maintenir en vie les nouveau-nés nigérians.
En 2022 :
- Muhydideen Oyekunle et Shehu Ado, pour leurs gains de rendement en grains des cultivars de maïs (Zea Mays L.) libérés dans des conditions de sécheresse et de bonne qualité d'eau.
- Sesan Peter Ayodeji et Emmanuel Olatunji Olatomilola, pour le développement d'une usine de traitement de la farine de plantain.

En 2020-2021 : non décerné
En 2019 : Meihong Wang et Mathew Aneke, pour leurs travaux sur le captage et l'utilisation du carbone, la gazéification de la biomasse et le stockage de l'énergie pour la production d'électricité.
En 2018 : Peter Ngene, pour son travail intitulé : "Hydrures métalliques nanostructurés pour le stockage de l'énergie électrique provenant de sources d'énergie renouvelables et la prévention des explosions dans les transformateurs de puissance à haute tension".
En 2017 (prix partagé) : 
- Ikeoluwapo Ajayi, Ayodele Jegede et Bidemi Yusuf, pour leur travail intitulé : "Improving Home and Community Management of Malaria : Providing the Evidence Base" (Améliorer la prise en charge du paludisme à domicile et dans la communauté : fournir une base factuelle)[6],[7].
- Olugbenga Mokuola, pour son travail intitulé : "Multifaceted Efforts at Malaria Control in Research : Gestion du paludisme à différents niveaux".
- Chukwuma Agubata, pour son travail intitulé : "Novel Lipid Microparticles for Effective Delivery of Artemether Antimalarial Drug using a Locally-Sourced Irvingia Fat from Nuts of Irvingia Gabonensis var Excelsa (Ogbono)".

En 2011-2016 : non décerné,.
En 2010 : Akahehomen O. Akii Ibhadode, pour son travail "sur le développement d'une nouvelle méthode de conception des teintures",.
En 2009 : Andrew Jonathan Nok, pour sa "Découverte du gène responsable de la création de la Sialidase (SD), une enzyme qui cause la maladie du sommeil (Trypanosomiase)",.
En 2008 : Ebenezer Meshida, pour son travail intitulé : "Solution to Road Pavement Destabilisaion by the Invention of 'Lateralite'" (Solution à la déstabilisation des chaussées par l'invention de la 'latérite').
En 2007 : non décerné.
En 2006 : Michael Adikwu, pour son travail intitulé : "Wound Healing Devices (Formulations) Containing Snail Mucins" (Dispositifs de cicatrisation des plaies (formulations) contenant des mucines d'escargot).
En 2005 : non décerné
En 2004 (prix partagé) : Akpoveta Susu et Kingsley Abhulimen, pour leur travail intitulé : "Real-Time Computer Assisted Leak Detection/Location Reporting and Inventory Loss Monitoring System" (Système de surveillance des pertes d'inventaire et de détection des fuites assisté par ordinateur en temps réel).